# Honggeri'eleng
Honggeri'eleng (kinesiska: 洪格日鄂楞, 洪格日鄂楞苏木) är en socken i Kina. Den ligger i den autonoma regionen Inre Mongoliet, i den norra delen av landet, omkring 530 kilometer väster om regionhuvudstaden Hohhot.
Genomsnittlig årsnederbörd är 192 millimeter. Den regnigaste månaden är juni, med i genomsnitt 46 mm nederbörd, och den torraste är december, med 2 mm nederbörd.